# Et Opgjør
Et Opgjør is een komedie in één akte van Gustav Wied uit 1904.

## Toneelstuk
De komedie Et Opgjør (Het goede einden) ging in première op 10 april 1904 in Det Kongelige Teater in Kopenhagen. In het toneelstuk zijn hoofdrollen weggelegd voor Helms en Krakau; twee manufactuurhandelaren; Helms is een vrek, Krakau ruimhartig.
In 1956 maakt de regisseur Bent Christensen een film van het verhaal.

## Oslo 1906
De voorstellingen in Oslo op 10 april, 2 en 19 mei 1906 gingen gepaard met muziek, die Johan Halvorsen had uitgezocht. Die avonden werd het toneelstuk begeleid door muziek van Georges Bizet uit Djamileh en L'Arlésienne en Adolphe Adams La poupée de Nuremberg. Halvorsen had zelf ook nog wat muziek gecomponeerd, maar dat is nooit officieel uitgegeven.